# Canadian Vickers Varuna
Il Canadian Vickers Varuna fu un idrovolante da collegamento a scafo centrale, quadriposto, bimotore, biplano, sviluppato dall'azienda aeronautica canadese Canadian Vickers Limited negli anni venti del XX secolo e costruito in piccola serie.

## Storia del progetto

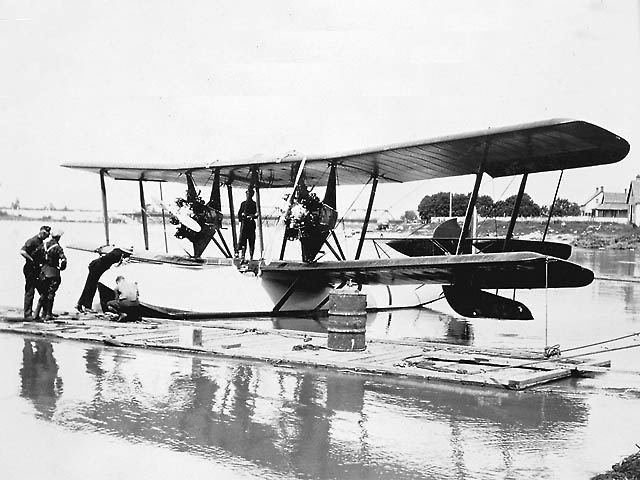
Un idrovolante Varuna all'ormeggio.

Dopo aver acquistato il modello Vedette nel 1925, la Royal Canadian Air Force emise la specifica C/3/25 per un aereo più grande, che doveva essere bimotore. Il progetto del nuovo aereo, designato Varuna, doveva essere capace di trasportare sette persone e attrezzature varie nelle aree dove si sviluppavano gli incendi boschivi, ed essere equipaggiato con due propulsori Wright J-4 Whirldwind da 200 hp (150 kW). L'ufficio tecnico della Canadian Vickers Aircraft Ltd. elaborò il precedente progetto del Vedette, terminando il nuovo nel corso del 1925. Il prototipo (matricola G-CYGV) andò in volo per la prima volta nelle mani del collaudatore Squadron Leader W.R. Kenny il 22 ottobre, decollando dal fiume San Lorenzo. Le prove continuarono poi a Rockcliffe con il Flight Lieutenant R.S. Bill Grandy, e l'aereo entrò ufficialmente in servizio con la designazione Varuna Mk.I. il 2 giugno 1926. L'aereo soddisfaceva in pieno i requisiti, e secondo la nuova specifica C/3/26 ne vennero ordinati 7 esemplari di una versione migliorata, denominata Varuna Mk.II, equipaggiata con propulsori Armstrong Siddeley Lynx IV da 180 hp (130 kW) per motivi di standardizzazione.

## Descrizione tecnica
Il Canadian Vickers Varuna era un idrovolante dall'impostazione, per l'epoca, classica: configurazione a scafo centrale, bimotore biplano. Lo scafo centrale era realizzato in legno e fungeva da fusoliera, la cui parte superiore era rivestita in tela. 
La configurazione alare era sesquiplana, con ali dritte. L'ala superiore era costruita in tre pezzi: una sezione centrale con longheroni in tubo d'acciaio e centine in legno, e due sezioni esterne in legno intercambiabili con quelle dell'ala inferiore. L'ala inferiore era realizzata in quattro pezzi: due con aste d'acciaio posizionati su entrambi i lati della fusoliera, e due esterni intercambiabili con quelli posti sull'ala superiore.  Le due ali erano collegate tra loro con quattro coppie di montanti, rinforzati da cavi d'acciaio, la superiore montata alta a parasole e l'inferiore bassa sulla fusoliera. Quest'ultima ospitava in posizione inferiore la coppia di galleggianti stabilizzatori. L'impennaggio di coda, realizzato in tubi d'acciaio rivestiti in tela, era del tipo classico monoderiva, dotato di piani orizzontali controventati.
La propulsione era assicurata da due propulsori radiali Armstrong Siddeley Lynx IV a 7 cilindri raffreddati ad aria, eroganti la potenza di 187 CV (138 kW), posti in posizione spingente e posizionati in due gondole tra le due ali. Ognuno di essi azionava un'elica bipala lignea. L'aereo poteva trasportare fino a 410 litri di carburante, suddivisi in due serbatoi alari, ed era disponibile opzionalmente un ulteriore serbatoio da 270 litri all'interno dello scafo.
I quattro-sette membri dell'equipaggio erano posizionati in tre abitacoli aperti a due posti, uno anteriore, uno centrale e uno posteriore all'ala, e un singolo abitacolo all'estrema prua, che ospitava un membro dell'equipaggio e l'eventuale attrezzatura fotografica.

## Impiego operativo

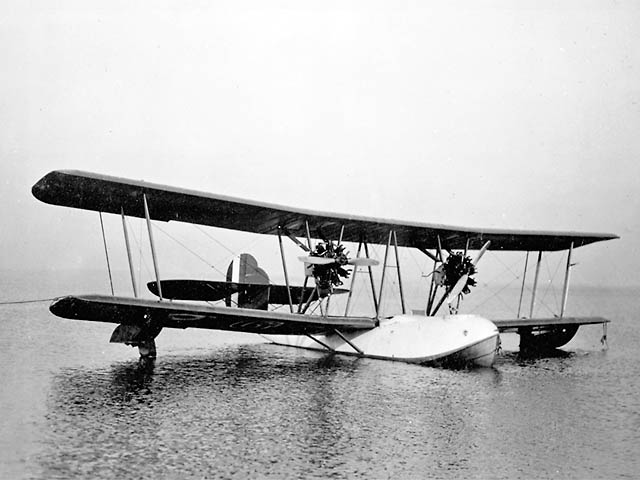
Un Canadian Vickers Varuna fotografato in acqua.

Nel 1926 andò in volo per la prima volta la versione migliorata, designata Varuna Mk.II, dotata di propulsore radiale Armstrong Siddeley Lynx IV da 180 hp. Tale versione fu ordinata in piccola serie dalla RCAF, ed entrò in servizio a partire dal mese di maggio 1927 su una base del Manitoba. L'unico Varuna Mk.II che non operava da Manitoba, l'esemplare G-CYZV, fu assegnato alla RCAF Station Dartmouth compiendo missioni anticontrabbando e contro l'immigrazione clandestina sulla costa orientale fino a quando precipitò a Fredericton, New Brunswick il 9 novembre 1927.
I collaudi del prototipo della versione Varuna Mk.II avevano dimostrato che le linee dello scafo anteriore erano state migliorate, esso navigava in acqua molto bene e l'aereo decollava facilmente. Sfortunatamente, sotto tutti gli altri aspetti, le prestazioni della versione Mk.II erano peggiorate. La bassa potenza dei propulsori aveva ridotto le prestazioni, ed inoltre le modifiche introdotte su richiesta della RCAF avevano peggiorato ulteriormente la situazione, aumentando il peso a pieno carico e diminuendo la velocità massima e la tangenza raggiungibile. Le scarse prestazioni costringevano gli aerei a decollare solo da grandi specchi d'acqua, ed afflissero i loro equipaggi fino alla fine della carriera operativa. La maggior parte di questi aerei venne radiata nell'ottobre 1930, mentre l'ultimo esemplare lo fu nel novembre 1932.

## Versioni
- Varuna Mk.I: un prototipo con motore Wright J-6 Whirlwind da 225 CV.
- Varuna Mk.II: versione di serie con propulsore Armstrong Whitworth Lynx IV da 180 hp, prodotta in sette esemplari (matricola G-CYZP-ZV).[3] Essa aveva l'ala inferiore più alta del prototipo di 0,23 m, l'abitacolo centrale che poteva ospitare due uomini così come quello posteriore, galleggianti più grandi, serbatoi alari montati al di fuori della posizione dove si trovavano i motori, e linee dello scafo migliorate.[4] Il peso a vuoto era pari a 1 963 kg (4 325 lb), quello a pieno carico a 2 867 kg (6 315 lb), la velocità massima raggiungibile era di 130 km/h (81 mph) e la tangenza massima era di 2 377 m (7 800 ft).[4]
- Varuna Mk.III: prevista versione con scafo metallico in base alla specifica C/3/27, non realizzato.[4] Da esso fu tratta la specifica C/5/27 che portò al successivo Vancouver.[4]

## Utilizzatori
- Canada

Royal Canadian Air Force

### Annotazioni
1. ↑  L'ala inferiore aveva un'apertura di 14,42 m (47 ft 4 in).
2. ↑  Si trattava del Varuna Mk. II matricola G-CYGV, entrato in servizio il 2 giugno 1926, che prestò servizio a Rockcliffe, Ontario, fino alla fine del 1930, quando fu messo in deposito per essere definitivamente radiato il 16 novembre 1932.

### Fonti
1. ↑  Grey 1928, p. 69c-70c.
2. 1 2 3  Уголок неба.
3. 1 2 3 4 5 6 7 8  Shearwater Aviation Museum.
4. 1 2 3 4 5 6 7 8 9 10 11 12 13 14 15  1000 Aircraft Photos.